# Nakhon Pathom (provincie)
Nakhon Pathom is een Thaise provincie in het centrale gedeelte van Thailand. In december 2002 had de provincie 801.956 inwoners, het is daarmee de 28e provincie qua bevolking in Thailand. De oppervlakte bedraagt 2168,3 km², daarmee is het de 65e provincie qua omvang in Thailand. De provincie ligt op ongeveer 56 kilometer van Bangkok. Nakhon Pathom grenst aan Suphanburi, Ayutthaya, Nonthaburi, Bangkok, Samut Sakhon, Phetchaburi en Kanchanaburi.

## Provinciale symbolen
|  | Het provinciale zegel van Nakhon Pathom toont de pagode Phra Pathom Chedi, die met 127 m de hoogste pagode ter wereld is. De provinciale boom is Diospyros decandra. |

## Politiek

### Bestuurlijke indeling
De provincie is onderverdeeld in 7 districten (Amphoe), die weer onderverdeeld zijn in 105 gemeenten (tambon) en 919 dorpen (moobaan).
| Amphoe 1. Mueang Nakhon Pathom 2. Kamphaeng Saen 3. Nakhon Chai Si 4. Don Tum 5. Bang Len 6. Sam Phran 7. Phutthamonthon |